# Authon-du-Perche
Authon-du-Perche es una comuna nueva francesa situada en el departamento de Eure y Loir, de la región de Centro-Valle del Loira.

## Historia
El 1 de enero de 2019 pasó a ser una comuna nueva al absorber la comuna de Soizé.

## Demografía
Según los datos aportados en la resolución del prefecto de Eure y Loir, la comuna nueva se crea con 1542 habitantes.

## Composición
| Comuna fusionada | Código INSEE | Población   | Superficie (km²) | Densidad (hab./km²) |
| ---------------- | ------------ | ----------- | ---------------- | ------------------- |
| Authon-du-Perche | 28018        | 1240 (2014) | 16.19            | 76                  |
| Soizé            | 28376        | 300 (2016)  | 18.13            | 17                  |